# Lélien
Lélien ou Gaius Ulpius Cornelius Laelianus (appelé par erreur Lollianus dans l'Histoire Auguste) fut l'un des usurpateurs classés par l'Histoire Auguste dans les Trente Tyrans qui prirent la pourpre impériale sous l'empereur Gallien, entre février et avril de 268 ou 269.
Responsable militaire de la province de Germanie supérieure ou plus probablement de troupes stationnées à la forteresse de Mayence, Lélien se révolte contre l'empereur des Gaules Postume pour une raison inconnue. Postume marche avec ses troupes sur Mogontiacum et chasse Lélien. L’Histoire Auguste se contredit en affirmant que Lélien fut tué par Victorin, successeur de Postume, puis plus loin qu'il fut tué par ses soldats mécontents des travaux de remise en état des camps détruits par les Germains.

## Monnayage
Le numismate Henry Cohen publie plusieurs types de monnaies de Lélien, en or et en billon (alliage argent-cuivre) dévalué, ce qui confirme la réalité historique de son bref règne. Ses thèmes monétaires célèbrent la Paix, la Victoire et la Vertu militaire.